# Arnado (Oencia)
Arnado es una localidad española que forma parte del municipio de Oencia, en la provincia de León, comunidad autónoma de Castilla y León.

## Geografía

### Ubicación
| Noroeste: Gestoso               | Norte: Leiroso              | Noreste: Oencia |
| Oeste: Gestoso                  |                             | Este: Oencia    |
| Suroeste El Barco de Valdeorras | Sur: El Barco de Valdeorras | Sureste: Lusio  |

## Demografía
Evolución de la población
| Gráfica de evolución demográfica de Arnado entre 2000 y 2017       |
|                                                                    |
| Población de derecho (2000-2017) según el padrón municipal del INE |